# 韓國—巴拉圭關係
韓國－巴拉圭關係（韓語：대한민국-파라과이 관계）是指大韩民国和巴拉圭的外交关系。两国关系友好，并互设大使馆。

## 历史
1962年6月15日，巴拉圭与大韩民国建交。冷战时期的巴拉圭奉行反共主义，與北韩甚少有贸易往来。自1965年起，韩国人开始向巴拉圭移民，他们主要经营便利店和养蜂业，但在1990年以后，巴拉圭的韩侨逐渐减少，2011年巴拉圭有韩侨约5,200人。 
韩国是巴拉圭第三大援助国。但是，相对于其邻国日本，韩国在巴拉圭的影响力相对较小。
2011年，延坪岛炮击事件后，巴拉圭外交部發表聲明，對於北韩砲擊延坪島，導致2名韩国軍人死亡，數十名軍人和居民受傷，表示譴責。呼籲北韩当局立即中斷敵對行為，為恢復朝鮮半島的和平，重返談判桌。
2017年9月3日，北韩在咸镜北道吉州郡豐溪里核试验场进行了一次氢弹后，巴拉圭外交部亦谴责北韩“明显违反了国际义务，对国际社会构成了新的挑衅。” 巴拉圭迄今未与北韩建交，但北韩得到巴拉圭的承认。

## 相关链接
- Paraguayan Ministry of Foreign Relations about relations with Korea
- Paraguayan embassy in Seoul （页面存档备份，存于）
- South Korean Ministry of Foreign Affairs and Trade about relations with Paraguay
- Korean embassy in Asuncion (in Korean and Spanish only)